# Cerapachys humicola
Cerapachys humicola är en myrart som beskrevs av Kazuo Ogata 1983. Cerapachys humicola ingår i släktet Cerapachys och familjen myror. Inga underarter finns listade i Catalogue of Life.